# Distretto di Bhandara
Il distretto di Bhandara è un distretto del Maharashtra, in India, di 1 135 835 abitanti. È situato nella divisione di Nagpur e il suo capoluogo è Bhandara.